# Норейка, Йонас
Йо́нас Норейка́ (лит. Jonas Noreika, известен также под псевдонимом Генерал Ветра (дословно — Генерал «Буря»); 8 октября 1910 года, село Шукёняй, Поневежский уезд — 26 февраля 1947 года, Вильнюс) — литовский коллаборационист, участник «Литовского фронта активистов», один из организаторов геноцида евреев в Литве.
В то же время многие обвинения, предъявленные Норейке в советское время, при рассмотрении исследователями Центра исследования геноцида и резистенции жителей Литвы и Вильнюсским окружным административным судом признаны не имеющими подтверждения в источниках. Многие в Литве считают Йонаса Норейку героем и отмечают его роль в борьбе за независимость страны. В 1997 году он был посмертно награждён Орденом Креста Витиса.

## Биография
Йонас Норейка родился 8 октября 1910 года в селе Шукёняй. Учился в Каунасском военном училище. После окончания обучения получил звание младшего лейтенанта.
В 1933 году он издал книгу «Подними голову, литовец!» с антисемитским содержанием. В ней Норейка обвинял евреев во всех бедах Литвы и призывал к борьбе с ними. В 1939 году получил звание капитана, а в июне 1940 года был уволен в запас.
Сразу же после начала Великой Отечественной войны решил быть пособником нацистов. Йонас Норейка входил в «Литовский фронт активистов», который боролся против советской власти, рассчитывая получить власть в стране в случае победы Третьего Рейха. После ликвидации ЛАФ нацистами присоединился к полицаям, расстреливавшим евреев. Как было описано в немецком журнале Der Spiegel: 

Большая часть литовцев, заключенных в Штуттгофе, раньше были офицерами, в их числе начальник отделения Бурагас, служивший референтом по делам евреев и распоряжавшийся в Вильнюсском гетто, а также начальник отделения Норейка, который организовал и осуществил массовое убийство жителей Плунге — евреев.
Норейка также разрешил местному населению грабить еврейские дома. Военный соратник Норейки Альгирдас Пакальнишкис, работавший в комендатуре, следующим образом вспоминает те дни: 

В ночь с 12 на 13 июля, то есть через три недели после начала войны, были убиты все евреи Плунге, дети, женщины и старики. Перед этим они были закрыты в синагоге, откуда их выводили в лес и расстреливали. Комендантом был Норейка, капитан. Он и другие литовские офицеры мобилизовали молодых мужчин волости, вооружили их. Из немецкой армии здесь находились только два солдатика, один из них явился в комендатуру и, дрожа от волнения, спросил у коменданта, что они собираются делать с запертыми в молельном храме. «Я отдал приказ расстрелять всех до одного» — жестко ответил Норейка…
С августа 1941 года стал главой Шяуляйского уезда.
Летом 1941 года в городе Жагаре было создано еврейское гетто, куда по приказу Норейки было согнано всё еврейское население окрестных районов, а спустя несколько месяцев все евреи гетто были уничтожены.
В мемуарах литовского эмигранта Александраса Пакальнишкиса упоминается, что только в июле 1941 года по приказу Норейки убили 1 800 евреев.
Узник Шяуляйского гетто Л. Лифшиц, исследовавший материалы в шяуляйском музее «Аушра», обвиняет Норейку в убийстве 5 100 евреев.
Глава Вильнюсской еврейской общины Симонас Гурявичюс тоже отмечает, что Норейка активно участвовал в убийствах евреев из Плунге.
В 1942 году Йонас Норейка выступал против создания Литовского легиона СС, а спустя год был арестован гестапо и помещён в концлагерь Штуттгоф (категория «политический арест»). Освобождён из заключения Красной Армией в 1945 году.
В ноябре 1945 года переехал в Вильнюс. Работал юридическим консультантом в Академии наук. В начале 1946 года участвовал в создании подпольного «Литовского Народного Совета» (Lietuvos Tautinę Tarybą) и был признан «верховным командующим силами подполья». Арестован МГБ СССР 16 марта 1946 года. Признан военным трибуналом Литовской ССР виновным в предательстве и совершении военных преступлений, и 27 ноября 1946 года приговорён к смертной казни через расстрел. Приговор приведен в исполнение 26 февраля 1947 года. 27 мая 1991 года Верховным Судом Литовской Республики посмертно реабилитирован.

## Оценки
Журналист Римвидас Валатка называл Норейку «литовским идеологом нацизма» и сравнивает его с Адольфом Гитлером, так как книги «Подними голову, литовец!» и «Майн Кампф» схожи по содержанию.
В 2015 году Центр исследования геноцида и сопротивления жителей Литвы предоставил справку о деятельности Йонаса Норейки в оккупированной нацистами Литве, на которую Еврейская община Литвы отреагировала тем, что сказала не только, что она очень спорная, но и с лингвистической точки зрения, одно предложение противоречит другому.
Американская журналистка Сильвия Фоти, внучка Йонаса Норейки, 14 июля 2018 года опубликовала материал, в котором заявила, что её дед «являлся пособником гитлеровцев, виновным в массовых убийствах евреев в годы немецкой оккупации», в 2021 году она опубликовала книгу «Внучка нациста: Как я обнаружила, что мой дедушка был военным преступником».

## Память
- Памятный камень и мемориальная доска на фасаде Библиотеки Академии наук Литвы.
- Мемориальная надпись в честь Норейки выбита на стене Музея оккупации и борьбы за свободу в Вильнюсе[15]. Члены Еврейской общины Литвы и представители интеллектуальной общественности (поэт Томас Венцлова, журналист Римвидас Валатка, писатель Сергей Канович, покойный евродепутат Леонидас Донскис, глава Департамента культурного наследия Диана Варнайте, Министр иностранных дел Литвы Линас Линкявичюс[8] и многие другие) требовали от властей убрать данную мемориальную доску[7]. Поэт и эссеист Сергей Канович отметил: В мэрию мы пока не обращались, но планируем сделать это в ближайшие дни. Готовим официальный запрос к мэру Вильнюса, чтобы доска была снята. Это делается на основе выводов руководителя Центра исследования геноцида и сопротивления жителей Литвы, в которых говорится, что Йонас Норейка сотрудничал с нацистами в осуществлении геноцида евреев в Литве[16]

4 ноября 2018 года Государственный исторический институт Литвы и Центр изучения геноцида и сопротивления жителей Литвы защитили в суде Йонаса Норейку в иске о снятии мемориальной доски в Вильнюсе, поданный американским активистом Грантом Гочиным.
- Имя Йонаса Норейки носит школа в его родном селе Шукёняй.
- Националисты Литвы написали петицию о переименовании Шяуляйской гимназии имени Юлюса Янониса в гимназию имени Йонаса Норейки[1]. Еврейская община Литвы осудила данную петицию[1][18].
- 8 апреля 2019 года адвокат по правам человека Станисловас Томас, участвующий в выборах в Европейский парламент, в прямом эфире демонстративно разбил мемориальную плиту Йонасу Норейке, прежде чем сообщить о себе в полицию[19][20], а 19 апреля по распоряжению мэрии доска была восстановлена[21].